# Comuna Grădinari, Giurgiu
Grădinari (în trecut, Grădinari-Fălcoianca) este o comună în județul Giurgiu, Muntenia, România, formată din satele Grădinari (reședința), Tântava și Zorile.

## Așezare
Comuna se află în nord-estul județului, pe malurile Argeșului, la limita cu județul Ilfov. Este străbătută de șoseaua județeană DJ412A, care o leagă spre sud-est de Buturugeni, Mihăilești (unde se intersectează cu DN6) și Adunații Copăceni (unde se termină în DN5), și spre nord-vest de Ogrezeni și Bolintin-Vale. De asemenea, prin nordul comunei (satul Tântava) trece șoseaua județeană DJ401A, care duce spre nord la Bolintin-Deal și spre sud-est în județul Ilfov la Domnești, Clinceni, Bragadiru (unde se intersectează cu DN6), Măgurele, Jilava (unde se intersectează cu DN5) și Vidra.

## Demografie
Componența etnică a comunei Grădinari
     Români (86,38%)
     Alte etnii (0,81%)
     Necunoscută (12,81%)
Componența confesională a comunei Grădinari
     Ortodocși (84,74%)
     Alte religii (1,68%)
     Necunoscută (13,58%)
Conform recensământului efectuat în 2021, populația comunei Grădinari se ridică la 3.217 locuitori, în scădere față de recensământul anterior din 2011, când fuseseră înregistrați 3.578 de locuitori. Majoritatea locuitorilor sunt români (86,38%), iar pentru 12,81% nu se cunoaște apartenența etnică. Din punct de vedere confesional, majoritatea locuitorilor sunt ortodocși (84,74%), iar pentru 13,58% nu se cunoaște apartenența confesională.

## Politică și administrație
Comuna Grădinari este administrată de un primar și un consiliu local compus din 13 consilieri. Primarul, Petrică Ștefan[*], de la Partidul Național Liberal, este în funcție din 1 noiembrie 2024. Începând cu alegerile locale din 2024, consiliul local are următoarea componență pe partide politice:
|  | Partid                          | Consilieri | Componența Consiliului | Componența Consiliului | Componența Consiliului | Componența Consiliului | Componența Consiliului | Componența Consiliului |
|  | ------------------------------- | ---------- | ---------------------- | ---------------------- | ---------------------- | ---------------------- | ---------------------- | ---------------------- |
|  | Partidul Național Liberal       | 6          |                        |                        |                        |                        |                        |                        |
|  | Partidul Social Democrat        | 5          |                        |                        |                        |                        |                        |                        |
|  | Uniunea Salvați România         | 1          |                        |                        |                        |                        |                        |                        |
|  | Alianța pentru Unirea Românilor | 1          |                        |                        |                        |                        |                        |                        |

## Istorie
La sfârșitul secolului al XIX-lea, comuna purta numele de Grădinari-Fălcoianca, făcea parte din plasa Sabar a județului Ilfov și era formată din satele Ciocanu, Fălcoianca și Grădinari, având în total 950 de locuitori ce trăiau în 209 case. Existau în comună două mori cu aburi, două biserici (la Fălcoianca și Grădinari) și o școală mixtă, iar proncipalii proprietari erau Paulina și D. Butculescu. La acea vreme, pe teritoriul actual al comunei mai funcționa în aceeași plasă și comuna Tântava, formată din satele Tântava Banului și Tântava-Bălășoaia, cu 1180 de locuitori. Existau și aici o biserică, o moară de apă și o școală mixtă.
Anuarul Socec din 1925 consemnează comunele în plasa Domnești a aceluiași județ: comuna Grădinari-Fălcoianca avea 2574 de locuitori în satele Ciocanu, Fălcoianca, Grădinari, Hobaia și în cătunul Bolovani (ultimele preluate de la comuna Balașoieni, desființată); comuna Tântava avea 1451 de locuitori în aceleași două sate. În 1931, satul Hobaia (probabil incluzând și cătunul Bolovani, de la această dată dispărut ca entitate distinctă) a revenit la comuna Bălășoeni, reînființată pentru scurt timp și apoi absorbită din nou de comuna Ogrezeni.
În 1950, comunele au fost transferate raionului Mihăilești și apoi (după 1952) raionului Videle din regiunea București. După al Doilea Război Mondial, comuna Grădinari-Fălcoianca a luat numele actual de Grădinari și a absorbit comuna Tântava, iar satul Fălcoianca a luat în 1964 numele de Zorile. În 1968, comuna a revenit în componența actuală la județul Ilfov, reînființat. În 1981, o reorganizare administrativă regională a dus la transferarea comunei la județul Giurgiu.

## Monumente istorice

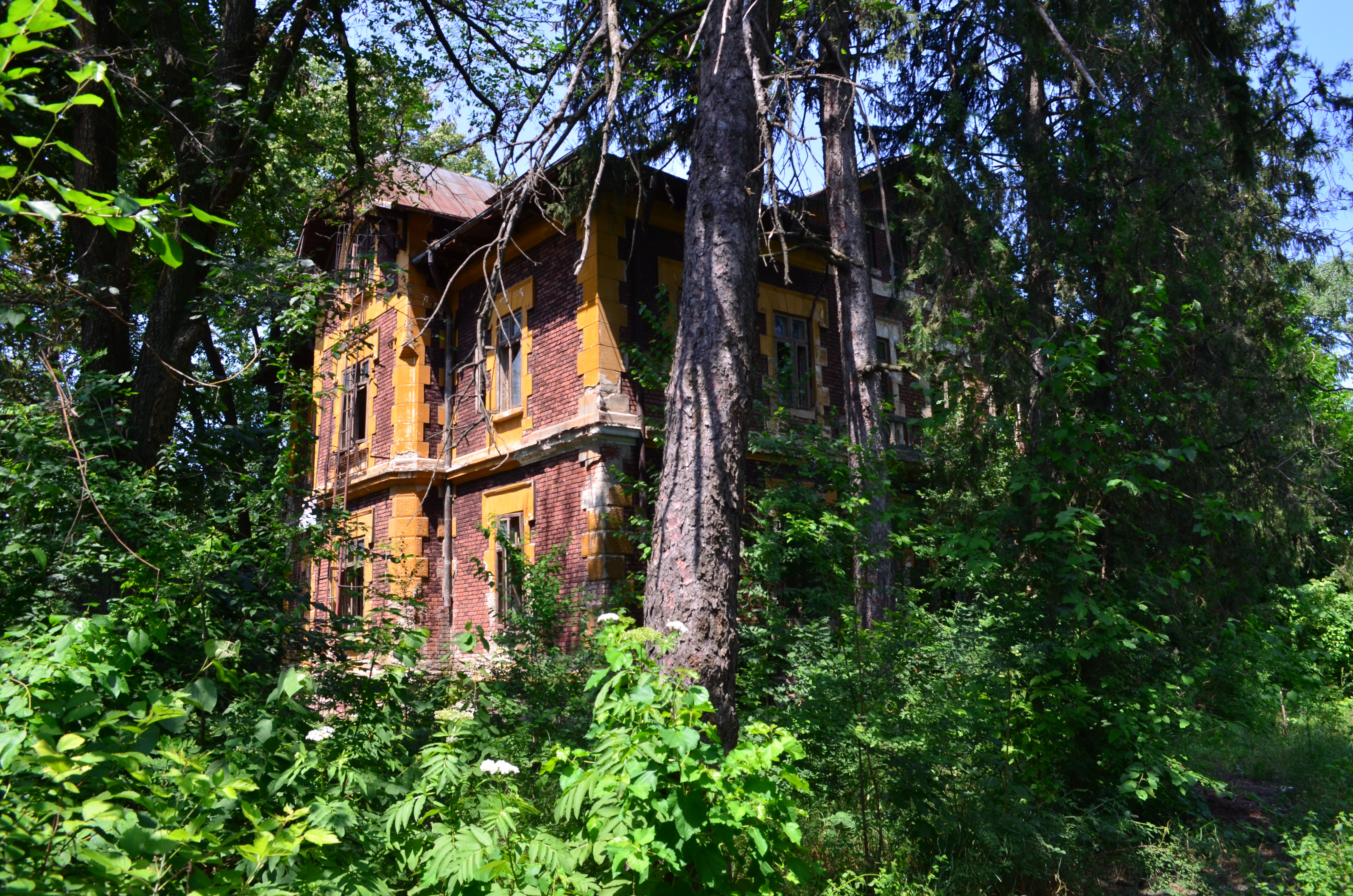
Conacul Oteteleșanu din Grădinari, monument istoric

Două obiective din comuna Grădinari sunt incluse în lista monumentelor istorice din județul Giurgiu ca monumente de interes local, ambele clasificate ca monumente de arhitectură — conacul Oteteleșanu (1900–1916) din satul Grădinari, aflat lângă podul peste Argeș; și biserica „Adormirea Maicii Domnului” și „Sfânta Treime” (1877) din Tântava.